# Diözesanmuseum Krakau

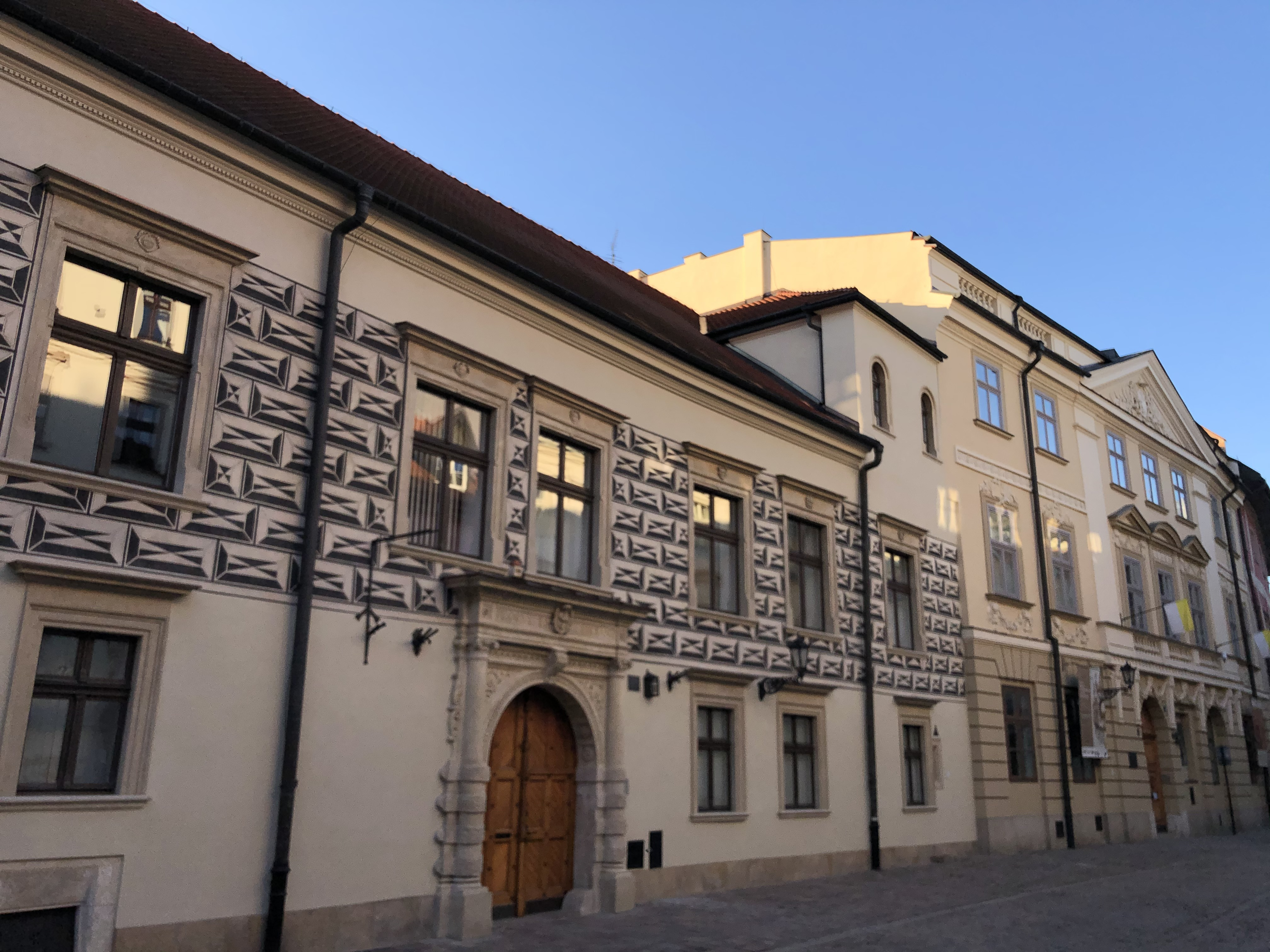
Hauptgebäude

Das Diözesanmuseum Krakau ist eine kirchlich-kulturelle Einrichtung im kleinpolnischen Krakau. Das 1906 in Galizien (Österreich-Ungarn) gegründete Diözesanmuseum ist eines der bedeutendsten Diözesanmuseen in Polen.

## Geschichte
Die Sammlung wurde dem Museum von der Wawel-Kathedrale und anderen kirchlichen Einrichtungen im Erzbistum Krakau geschenkt. Nach dem Zweiten Weltkrieg sollte das Museum ins Augustinerkloster umziehen. 1994 wurden die Sammlungen in den Gebäuden Dekanhaus und im Stanislaushaus an der Kanonicza-Straße am Fuß des Wawel untergebracht. Weitere Räumlichkeiten im ehemaligen Wohnhaus der Familie Wojtyla hinzu. 

## Bestände
Zu den Ausstellungsstücken gehören zahlreiche sakrale Kunstgegenstände vom 13. Jahrhundert bis zur heutigen Zeit an, die aus verschiedenen Kirchengebäuden des Erzbistums zusammengetragen wurden. 